# Nadia Cortassa
Nadia Cortassa (Turín, 5 de enero de 1978) es una deportista italiana que compitió en triatlón.
Ganó tres medallas en el Campeonato Mundial de Triatlón por Relevos entre los años 
2003 y 
2007, y cuatro medallas en el Campeonato Europeo de Triatlón entre los años 2003 y 2008.

## Palmarés internacional
| Campeonato Mundial por Relevos | Campeonato Mundial por Relevos | Campeonato Mundial por Relevos | Campeonato Mundial por Relevos |
| Año                            | Lugar                          | Medalla                        | Prueba                         |
| ------------------------------ | ------------------------------ | ------------------------------ | ------------------------------ |
| 2003                           | Tiszaújváros (Hungría)         | Medalla de bronce              | Relevos                        |
| 2006                           | Cancún (México)                | Medalla de oro                 | Relevos                        |
| 2007                           | Tiszaújváros (Hungría)         | Medalla de bronce              | Relevos                        |
| Campeonato Europeo             |                                |                                |                                |
| Año                            | Lugar                          | Medalla                        | Prueba                         |
| 2003                           | Karlovy Vary (República Checa) | Medalla de plata               | Individual                     |
| 2005                           | Lausana (Suiza)                | Medalla de bronce              | Individual                     |
| 2006                           | Autun (Francia)                | Medalla de bronce              | Individual                     |
| 2008                           | Lisboa (Portugal)              | Medalla de plata               | Individual                     |